# Савці (Светий Томаж)
Савці (словен. Savci) — поселення в общині Светий Томаж, Подравський регіон‎, Словенія.